# 绒螯近方蟹
绒螯近方蟹（学名：Hemigrapsus penicillatus）为弓蟹科近方蟹属的动物。分布于朝鲜、日本以及中国大陆的广东、福建、浙江、江苏、山东、渤海湾、辽东湾、台湾岛等地，生活环境为海水，常见于海边岩石下或岩石缝中以及有时在河口泥滩上。